# Zenas Work Bliss
Zenas Work Bliss (* 10. Januar 1867 in Johnston, Rhode Island; † 10. Januar 1957 in Cranston, Rhode Island) war ein US-amerikanischer Politiker. Zwischen 1910 und 1913 war er Vizegouverneur des Bundesstaates Rhode Island.

## Werdegang
Zenas Work Bliss, Sohn von Generalmajor Zenas Bliss, studierte bis 1889 am Massachusetts Institute of Technology. Anschließend arbeitete er in der Immobilienbranche. Gleichzeitig schlug er als Mitglied der Republikanischen Partei eine politische Laufbahn ein. Zwischen 1903 und 1909 saß er als Abgeordneter im Repräsentantenhaus von Rhode Island. 1909 wurde er an der Seite von Aram J. Pothier zum Vizegouverneur von Rhode Island gewählt. Dieses Amt bekleidete er zwischen 1910 und 1913. Dabei war er Stellvertreter des Gouverneurs und Vorsitzender des Staatssenats. Zwischen 1912 und 1935 war er Vorsitzender der Steuerkommission seines Staates (State Tax Commission).
Bliss war Mitglied mehrerer Organisationen und Vereinigungen. Dazu gehörten auch die Freimaurer. Er starb am 10. Januar 1957, seinem 90. Geburtstag, in Cranston.